# Elezioni generali in Sudafrica del 2019
Le elezioni generali in Sudafrica del 2019 si sono tenute l'8 maggio per il rinnovo dell'Assemblea nazionale.
In seguito all'esito elettorale, alla carica di Presidente è stato eletto Cyril Ramaphosa, espressione del Congresso Nazionale Africano.

## Risultati
| Liste                                  | Voti       | %     | Seggi |
| -------------------------------------- | ---------- | ----- | ----- |
| Congresso Nazionale Africano           | 10 026 475 | 57,50 | 230   |
| Alleanza Democratica                   | 3 621 188  | 20,77 | 84    |
| Economic Freedom Fighters              | 1 881 521  | 10,79 | 44    |
| Partito della Libertà Inkata           | 588 839    | 3,38  | 14    |
| Fronte della Libertà Più               | 414 864    | 2,38  | 10    |
| Partito Democratico Cristiano Africano | 146 262    | 0,84  | 4     |
| Movimento Democratico Unito            | 78 030     | 0,45  | 2     |
| African Transformation Movement        | 76 830     | 0,44  | 2     |
| GOOD                                   | 70 408     | 0,40  | 2     |
| Partito Nazionale della Libertà        | 61 220     | 0,35  | 2     |
| Congresso Indipendente Africano        | 48 107     | 0,28  | 2     |
| Congresso del Popolo                   | 47 461     | 0,27  | 2     |
| Congresso Panafricano                  | 32 677     | 0,19  | 1     |
| Al Jama-ah                             | 31 468     | 0,18  | 1     |
| Altri <30.000 voti                     | 310 794    | 1,78  | –     |
| Totale                                 | 17 436 144 | 100   | 400   |